# Duliophyle diluta
Duliophyle diluta är en fjärilsart som beskrevs av W. Warren 1900. Duliophyle diluta ingår i släktet Duliophyle och familjen mätare. Inga underarter finns listade i Catalogue of Life.